# Wilhelm Cuno
Carl Josef Wilhlem Cuno (Suhl, Türingia 1876 július 2. -  Aumühle, Schleswig-Holstein 1933 január 3.) német jogász, üzletember és politikus (párton kívüli). A Német Birodalom kancellárja 1922-1923 között.

## Életpályája
Cuno 1907-től az adóügyi főhivatalban dolgozott ahol hamarosan tekintélyre tett szert ezekben az ügyekben. Az első világháború kitörésekor a gabonaelosztó központ főnöke lett, s itt tevékenykedett 1916-ig amikor a élelmiszerellátással foglalkozó főhivatalhoz szegődött Adolf Tortilowicz von Batocki-Friebe mellé. 1917-ben a magán szférában helyezkedett el, a HAPAG cég főnöke lett. A weimari köztársaság első évében többször is szóba került a kancellári posztra. Miután Joseph Wirth kormánya lemondott, 1922 novemberében, el is foglalhatta a kancellári hivatalt. Kormánya inkább a köztársasági elnök Friedrich Ebert támogatásával, mint a pártok bizalmával tudott hatalmon maradni. Egy bizalmatlansági szavazás után (1923 augusztus 12) kénytelen lemondani kancellári tisztségéről, s visszatér a HAPAG élére.
A német márka hiperinflációja Cuno kormányzása alatt érte el a csúcspontját.
Wilhelm Cuno kormánya leginkább arról a sikertelen kísérletéről ismert, amivel meg akarta akadályozni a Ruhr-vidék elfoglalását Franciaország által. A Ruhr-vidéket demilitarizált övezetté nyilvánították, a Nemzetek Szövetsége fennhatósága alatt. Franciaország 1923-ban elfoglalta a Ruhr-vidéket, mivel a Cuno kormány nem tudta kifizetni a versailles-i békeszerződésben kiszabott hadisarcot.
Annak ellenére, hogy maga Cuno pártonkívüli volt, kormánya egyértelműen jobboldali beállítottságú volt. A koalíciót a Konzervatív Jobboldali párt (DNVP), a Katolikus Centrum Párt (Zentrum) és a Német Demokratikus Párt (DDP) alkotta.

## Fordítás
- Ez a szócikk részben vagy egészben  a   Wilhlem Cuno című svéd Wikipédia-szócikk fordításán alapul.  Az eredeti cikk szerkesztőit annak laptörténete sorolja fel. Ez a jelzés csupán a megfogalmazás eredetét és a szerzői jogokat jelzi, nem szolgál a cikkben szereplő információk forrásmegjelöléseként.